# Velvet Underground (klub)
Velvet Underground je hudební klub v Torontu, nacházející se na adrese 510 Queen West. Roku 1995 se zde konala oficiální párty u příležitosti vydání alba Jagged Little Pill zpěvačky Alanis Morissette. Dále v klubu vystupovali například Deantoni Parks a Cate Le Bon. V září 2015 byl klub uzavřen. Fungoval dvacet let. Důvodem uzavření bylo, že se vlastník chtěl věnovat vinárnám. Zanedlouho byl však opět v provozu.